# Єршовка (Калузька область)
Єршовка (рос. Ершовка) — присілок в Перемишльському районі Калузької області Російської Федерації.
Населення становить 5 осіб. Входить до складу муніципального утворення Присілок Горки.

## Історія
Від 2004 року входить до складу муніципального утворення Присілок Горки

## Населення
| 2002 | 2010 |
| ---- | ---- |
| 6    | ↘5   |